# Троицки Макаријев манастир
Троицки Макаријев манастир (рус. Троицкий Макарьев монастырь) био је мушки манастир Руске православне цркве и налазио се код данашњег града Каљазина, на крајњем југоистоку Тверске области, у западном делу европске Русије.
Манастир је у првој половини XV века основао извесни тверски монах Макарије, световно Матвеј Кожин, и налазио се на левој обали Волге. Земљу за градњу манастира поклонио је локални земљопоседник Иван Кољага по коме је насеље које се развило подно манастирских зидина вероватно и добило име. Прве писане податке о манастиру дао је путописац Афанасије Никитин 1466. године након што је неколико дана провео са манастирским братством.
Прве камене грађевине у манастирском комплексу саграђене су током 1520-их година, новцем књаза Јурија Ивановича. На Троицком сабору и трпезарији радили су у то време чувени ростовски мајстори. Нова саборна манастирска црква саграђена је средствима императора Алексеја Михајловича, а храм је освештан 1654. године.
Све до почетка XX века у манастирској ризници су се чували бројни рукописи од којих је 6 било из XVI века.
Манастир је службено затворен 1920. године након доласка бољшевика на власт у Русији, а убрзо потом је и у целости уништен. Сачувано је свега неколико фресака из XVII века и пар фрагмената који су данас део фундуса московског Шчусевог музеја. Локалитет је коначно уништен и потопљен испуњавањем вештачке Угличке акумулације водом крајем 1930-их година.